# Thamnocalamus tessellatus
Espèce
Thamnocalamus tessellatus (synonyme : Bergbambos tessellata), le bambou d'Afrique du Sud ou bambou de montagne sud-africain, est une espèce de plantes à fleurs monocotylédones de la famille des Poaceae (graminées), sous-famille des Bambusoideae, originaire d'Afrique australe.
À la suite d'étude moléculaires récentes (2013), cette espèce africaine, dont l'aire de répartition est nettement disjointe de celle du reste du genre Thamnocalamus  qui s'étend en Chine, a été reclassée dans un nouveau genre monotypique, Bergbambos, sous le nom de Bergbambos tessellata.
Ce sont des bambous cespiteux, poussant en touffes lâches, aux rhizomes allongés pachymorphes et aux tiges (chaumes) ligneuses dressées, creuses, pouvant atteindre 5 mètres de long.
L'inflorescence est une synflorescence bractifère fasciculée.
C'est une espèce endémique des hautes montagnes d'Afrique du Sud, du Lesotho et du Swaziland, dans le sud-est du pays.
On la rencontre dans les monts Amatola, le Bamboesberg (mont des bambous), qui lui doit son nom, et le Drakensberg, à des altitudes comprises entre 1800 et 2500 mètres.
Ce bambou, rustique en Europe, est parfois cultivé comme plante ornementale. Ses cannes, résistantes, étaient autrefois utilisées par les Zoulous pour renforcer leurs boucliers.

## Synonymes
Selon Catalogue of Life (9 juillet 2017) :
- Arundinaria ibityensis A.Camus
- Arundinaria tessellata (Nees) Munro
- Bergbambos tessellata (Nees) Stapleton (2013)[2]
- Nastus tessellatus Nees
- Thamnocalamus ibityensis (A.Camus) Ohrnb.